# Шершевский, Александр Борисович
Александр Борисович Шершевский (при рождении Шерешевский; 22 октября 1894, Санкт-Петербург, Российская империя — 28 мая 1937, Ленинград, СССР) — авиаинженер, авиаконструктор, писатель

, популяризатор науки, журналист, библиограф, переводчик, разведчик.

## Биография
Родился 22 октября 1894 года в Санкт-Петербурге, в семье купца, потомственного почётного гражданина Бориса Семёновича Шерешевского (позже Шершевского), сотрудника Учётного и ссудного банка. Племянник купцов первой гильдии — владельца банкирского дома «Г. Шерешевский и К°» и биржевого фонда Григория Семёновича Шерешевского (1848—?) и коммиссионера по биржевой части, члена правления Русского общества машино-строительного завода Гартмана и учредителя Русского общества полевых и узкоколейных путей «Паровоз» Дмитрия Семёновича Шерешевского. Семья жила на Фонтанке, № 52-54.
Окончил Реальное училище. Поступил на механическое отделение Санкт-Петербургского политехнического института. Ещё будучи студентом познакомился со статьями К. Э. Циолковского и увлекся авиацией. В 1915 году окончил авиамоторный класс Теоретических авиационных курсов при кораблестроительном факультете Петроградского политехнического института и добровольно вступил в армию Но стать пилотам. так же. как и военным, Шершевскому не удалось из-за плохого зрения. С 1917 по 1918 год работал на авиационном заводе Лебедева.
С 1918 года — в Германии, учился в Берлинском университете и в Шарлотенбургской высшей технической школе. С 1921 года переписывался с Циолковским. Работал в патентном ведомстве Германии, на авиационном заводе Рорбаха в области воздухоплавания и ракетной техники, конструировал жидкостные двигатели. В качестве журналиста писал статьи для немецких и австрийских журналов, в которых пропагандировал идею космических полётов. Занимался созданием российских разделов для немецкого авиационного словаря. 16 апреля 1920 года во время своей публичной лекции в Берлине первым рассказал немецкой аудитории о работах Циолковского. В своих статьях, посвященных космическим полетам, Шершевский однозначно определяет концептуальный приоритет Циолковского в теории полетов в космос. Работал помощником у ведущего немецкого ракетостроителя Германа Оберта. организовал его переписку с К. Э. Циолковским. Стал автором книги «Ракета для езды и полёта. Доступное для всех введение в проблему ракет». где впервые использовал термин «ракетоплан».
Находясь в Германии работал на спецслужбы Советского Союза. Передал в СССР 32 сообщения о германском ракетостроении. Вернувшись в 1932 году на Родину, передал советским специалистам чертежи и спецификацию разработанного конструктором Германом Обертом конусообразного ракетного двигателя. Стал сотрудником В. П. Глушко в Газодинамической лаборатории в Ленинграде, где занимался внешнебаллистическими расчетами двухкорпусного ракетного летательного аппарата РЛА-100. принимал участие в создании двигателей ОРМ-13 и ОРМ-14. Был переводчиком Центральной лаборатории проводной связи и библиографом Ленинградского дома техники.
7.10.1936 года А. Б. Шершевский арестован. Приговорен 22.03.1937 года ВТ ЛВО по ст. 58-1 (за шпионаж в пользу Германии) к расстрелу. Расстрелян (по документам) 28.05.1937 года. Полностью реабилитирован в 1957 году.